# غروب… و آغوش او
غروب... و آغوش او (به انگلیسی: Dusk and Her Embrace) آلبومی از کریدل آو فیلث است که در سال ۱۹۹۶ میلادی منتشر شد.